# Шорт, Джин
Джин Шорт (англ. Gene Short; 7 августа 1953, Мейкон, Миссисипи — 16 марта 2016, Хьюстон, Техас) — американский профессиональный баскетболист.

## Клубная карьера
Играл на позиции лёгкого форварда. Учился в Университете штата имени Джэксона.  Два года подряд признавался баскетболистом года среди студентов конференции Southwestern Athletic (1974—1975). В 1975 году был выбран на драфте НБА под 9-м номером командой «Нью-Йорк Никс», но сразу был продан в «Сиэтл Суперсоникс» в обмен на Спенсера Хейвуда. Но после 7 матчей, в которых он в среднем набирал 1,9 очков и 1,0 подборов, в качестве свободного агента вернулся в «Никс». Провел только один сезон, как только был замечен за азартными играми, и завершил карьеру баскетболиста. Всего за карьеру в НБА сыграл 34 игры, в которых набрал 84 очка (в среднем 2,5 за игру), сделал 48 подборов, 10 передач, 8 перехватов и 3 блок-шота.

## Карьера за сборную
Был включён в состав национальной сборной США на чемпионат мира 1954 в Пуэрто-Рико, на котором американцы взяли бронзовые медали.

## Личная жизнь
Его младший брат, Пёрвис, также был игроком в НБА.

## Статистика

### Статистика в НБА
| Сезон                                                                                    | Команда  | Регулярный сезон | Регулярный сезон | Регулярный сезон | Регулярный сезон | Регулярный сезон | Регулярный сезон | Регулярный сезон | Регулярный сезон | Регулярный сезон | Регулярный сезон | Регулярный сезон | Серия плей-офф | Серия плей-офф | Серия плей-офф | Серия плей-офф | Серия плей-офф | Серия плей-офф | Серия плей-офф | Серия плей-офф | Серия плей-офф | Серия плей-офф | Серия плей-офф |
| Сезон                                                                                    | Команда  | GP               | GS               | MPG              | FG%              | 3P%              | FT%              | RPG              | APG              | SPG              | BPG              | PPG              | GP             | GS             | MPG            | FG%            | 3P%            | FT%            | RPG            | APG            | SPG            | BPG            | PPG            |
| ---------------------------------------------------------------------------------------- | -------- | ---------------- | ---------------- | ---------------- | ---------------- | ---------------- | ---------------- | ---------------- | ---------------- | ---------------- | ---------------- | ---------------- | -------------- | -------------- | -------------- | -------------- | -------------- | -------------- | -------------- | -------------- | -------------- | -------------- | -------------- |
| 1975/76                                                                                  | Сиэтл    | 7                |                  | 5,3              | 54,5             |                  | 50,0             | 1,0              | 0,3              | 0,0              | 0,0              | 1,9              | Не участвовал  | Не участвовал  | Не участвовал  | Не участвовал  | Не участвовал  | Не участвовал  | Не участвовал  | Не участвовал  | Не участвовал  | Не участвовал  | Не участвовал  |
| 1975/76                                                                                  | Нью-Йорк | 27               |                  | 6,9              | 32,5             |                  | 63,3             | 1,5              | 0,3              | 0,3              | 0,1              | 2,6              | Не участвовал  | Не участвовал  | Не участвовал  | Не участвовал  | Не участвовал  | Не участвовал  | Не участвовал  | Не участвовал  | Не участвовал  | Не участвовал  | Не участвовал  |
|                                                                                          | Всего    | 34               |                  | 6,5              | 35,2             |                  | 62,5             | 1,4              | 0,3              | 0,2              | 0,1              | 2,5              | Не участвовал  | Не участвовал  | Не участвовал  | Не участвовал  | Не участвовал  | Не участвовал  | Не участвовал  | Не участвовал  | Не участвовал  | Не участвовал  | Не участвовал  |
| Наведите курсор мыши на аббревиатуры в заголовке таблицы, чтобы прочесть их расшифровку. |          |                  |                  |                  |                  |                  |                  |                  |                  |                  |                  |                  |                |                |                |                |                |                |                |                |                |                |                |